# 御塔山古墳
御塔山古墳（おとうやまこふん）は、大分県杵築市狩宿（かりしゅく）にある古墳。形状は円墳。国の史跡に指定されている（史跡「小熊山古墳・御塔山古墳」のうち）。

## 概要
大分県北部、国東半島南東部において別府湾を望む丘陵上に築造された大型円墳である。江戸時代に発掘のことがあったと伝わるほか、1986年（昭和61年）に大型円墳と確認され、これまでに数次の調査が実施されている。
墳丘は3段築成で、直径75.5メートルを測り、南側に造出を付す。墳丘周囲には周濠・外堤が巡らされている。埋葬施設は箱形石棺と伝わり、前述の江戸時代の発掘では人骨が出土したという。出土遺物としては他に形象埴輪（囲形埴輪・木樋形埴輪・短甲形埴輪など）がある。この御塔山古墳は、墳形・出土遺物から古墳時代中期前半の5世紀前半頃の築造と推定され、北方の小熊山古墳（古墳時代前期の大型前方後円墳）に続く国東半島の盟主墳とされる。
古墳域は、1991年（平成3年）に大分県指定史跡に指定されたのち、2017年（平成29年）に小熊山古墳の古墳域と合わせて「小熊山古墳・御塔山古墳」として国の史跡に指定されている。

## 文化財

### 国の史跡
- 小熊山古墳・御塔山古墳 - 2017年（平成29年）2月9日指定[5]。

## 関連文献
（記事執筆に使用していない関連文献）
- 『御塔山古墳発掘調査報告書（大分県杵築市埋蔵文化財発掘調査報告書 第15集）』杵築市教育委員会、2013年。